# Mas la Noguera (Olost)
El Mas la Noguera és una masia amb elements gòtics d'Olost (Lluçanès) inclosa a l'Inventari del Patrimoni Arquitectònic de Catalunya.

## Descripció
Edifici de planta rectangular orientat a migdia amb teulada a quatre vessants. A la façana principal hi ha un portal adovellat i, a sobre, tres balcons allindats, el de la dreta i el central tenen motius renaixentistes, carots i figures humanes, així com l'escut del llinatge, tot emmarcat per un guardapols apuntat.
A la part dreta de la casa va haver-hi una ampliació el 1731. Hi trobem un cos independent amb galeries, unit a la casa per mitjà de la lliça. A darrere hi ha un pou cisterna i al costat una finestra amb pedra treballada.
Al davant de la casa hi ha els corrals i les cabanes.
Portals interiors
A l'interior hi ha dos portals de llinda de pedra treballada, d'1,9 m d'alçada aproximada, un més ample que l'altre. Als cantons, la pedra està treballada formant diferents plans que s'uneixen en punta a la part de dalt. A cada portal hi ha dos petits bustos, un masculí i un femení. En una porta són figures infantils i a l'altra són adults.

## Història
L'any 1406, ja consta en la llista de caps de casa súbdits del monestir de Lluçà. Segons el Capbreu de bens del monestir fet l'any 1434, pagava el cens al batlle de Pecanins.
Joan Noguera, l'any 1630, fou fet padrí d'un fill de la casa Puig i Sorribes.
A mitjans del segle xviii es perdé el llinatge ja que un hereu de Comalrena es va casar amb la pubilla de La Noguera i va passar a ser de Comalrena i Sobregrau.